# 富士電視台舊總部大廈
富士電視台舊總部大廈（日语：／ fuji terebi kyū honsha biru */?）是富士電視台在1959年開播之後至1997年3月使用的總部大廈，位於東京都新宿區河田町。

## 概要
富士電視台舊總部大廈所在地河田町一帶在江戶時代曾是廣瀨藩松平家的下屋敷，明治時代則是尾張德川家末代藩主德川慶勝十一男德川義恕的屋敷。該屋敷後改建為旅館「河田町會館」。
富士電視台在開台初期的總部選址過程中考量了和東京塔之間的距離等因素，最終決定選擇新宿區河田町的一片面積為18,500平方米的土地作為總部大廈用地。這座建築由鹿島建設施工，廣播用設施則由東芝、NEC等公司提供。總部大廈一期工程竣工時，是一座地上三層、地下一層、總樓面面積14,000平方米的建築（也就是後來的主樓），內設有八個攝影棚。1962年11月，富士電視台總部二期工程竣工，增設第7攝影棚。同年12月，富士電視台總部從有樂町的日本放送總部大廈（糖業會館）搬遷至河田町:49。
1967年3月，富士電視台開始進行總部三期工程:102。在1969年的開播10週年之際，大攝影棚樓及地上13層、地下2層、屋頂塔樓1層的塔樓（タワービル）相繼竣工。同時富士電視台在總部南側入口設置一座高12米，以電波為設計概念的不銹鋼製紀念碑，設計者是雕刻家井上武吉。富士電視台河田町總部北側入口（正門）是被稱為「凱旋門」的騎樓建築。這棟建築外牆上掛有節目的宣傳海報，並嵌有富士電視台最初商標「8標誌」的雕塑作品（現該雕塑仍在台場的富士產經集團大樓展示）。至此富士電視台總部成為一座由主樓、塔樓、大攝影棚樓、騎樓四棟建築構成的建築群，主樓、大攝影棚和騎樓均為地上四層，地下一層的建築。1969年至1976年，富士電視台開播及收播短片使用的總部大廈的模型。

## 搬遷
隨著富士電視台規模的擴大，河田町總部逐漸不敷使用，公司內自1980年代開始出現搬遷的意見。雖然亦有在河田町就地新建總部的方案，然而河田町總部已被建築包圍，缺乏擴充餘地。加上東京都願意以低價向富士電視台外借尚未開發的臨海副都心台場的土地。時任富士電視台會長鹿內宏明在1990年決定將富士電視台搬遷至台場:249。
1997年3月9日深夜（3月10日凌晨），富士電視台停止從河田町總部發射訊號。並幾乎同時開始從台場的富士產經集團大樓發射電視訊號，完全遷至現在的總部。這一天富士電視台播出了特別版開播及收播短片。在搬遷至台場的五日後，富士電視台舊總部自1997年3月15日開始拆除，並在次年3月31日完全被拆除。原址上現建有公寓河田町Garden。

## 攝影棚
富士電視台河田町總部共設有9個攝影棚，其中第1、2、3、4、5、7（新聞専用）、10號攝影棚位於主樓。面積最大的第6攝影棚位於大攝影棚樓，面積達826平方米，在竣工當時是世界規模最大的電視攝影棚之一。第9攝影棚則位於塔樓1層，最初是新聞專用攝影棚:102。各攝影棚均位於所在建築的低層部分，副控室則設在攝影棚上方。主樓還曾設有A（最初是廣告拍攝用）、B（最初是廣告拍攝用）、C（最初是洋片配音用）三座小型攝影棚。

## 第一別館（富士電視台新宿支局）
在搬遷至台場之後，富士電視台仍在舊總部附近設有新聞取材據點，名為新宿支局。富士電視台新宿支局又名富士電視台第一別館，設有簡易攝影棚，並常駐有轉播車。富士8（フジエイト）、富士產經生活服務（フジサンケイリビングサービス，現Dinos）等富士電視台的子公司亦在此辦公。富士電視台的姊妹台韓國文化廣播（MBC）的東京支局亦曾入駐這座建築。但在2009年，富士電視台新宿支局遷入野村不動產四谷大廈。第一別館所在建築在翌年被拆除。原址處現建有公寓。